# Lodewijk van Oostenrijk

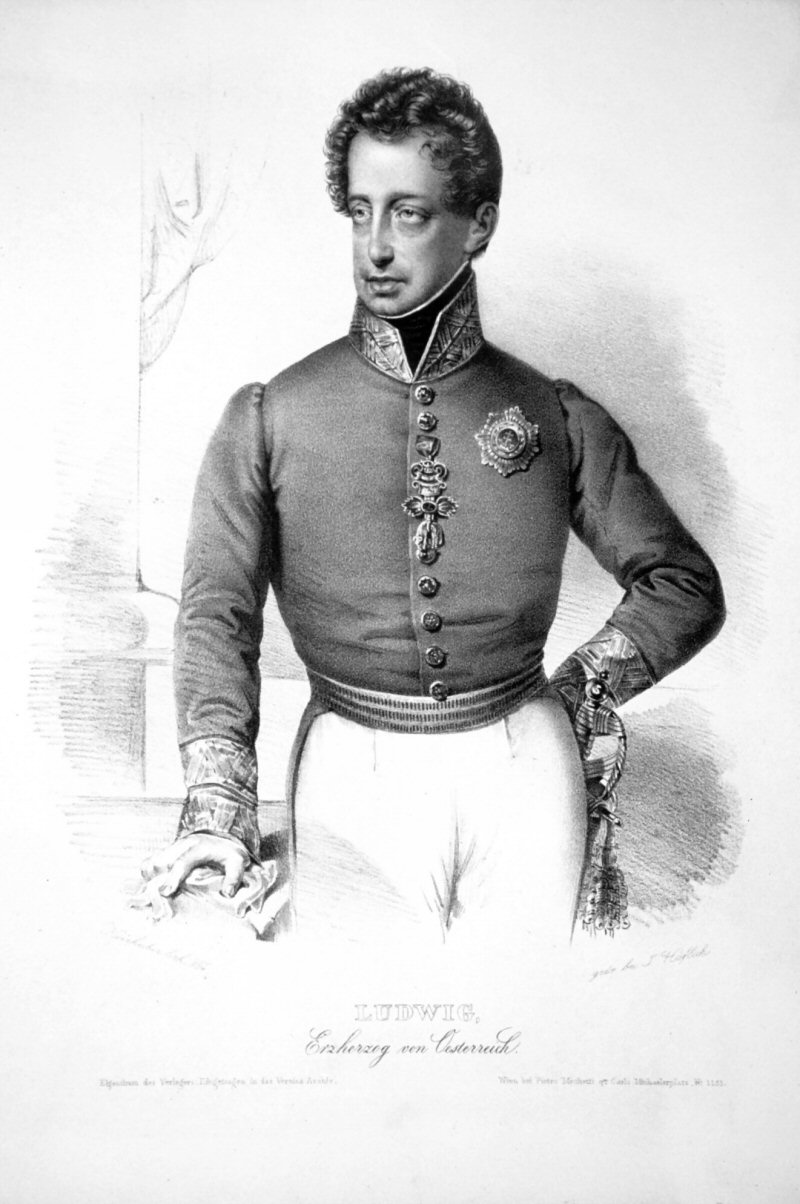
Aartshertog Lodewijk

Lodewijk Jozef Anton Johan (Florence, 13 december 1784 — Wenen, 21 december 1864), aartshertog van Oostenrijk, was een Oostenrijks militair en staatsman.
Hij was een zoon van keizer Leopold II en Marie Louise van Bourbon, een dochter van Karel III. Na een traditionele opvoeding nam hij dienst in het leger. Hij was tot 1809 General-Grenz-Inspektor en leidde daarna in de Vijfde Coalitieoorlog een korps, maar leed in de Slag bij Abensberg een nederlaag tegen Napoleon I. Hij wijdde zich vervolgens aan wiskundige en natuurwetenschappelijke studies en bereisde met zijn oudere broer Johan Frankrijk en Engeland.
Lodewijk werd in 1822 directeur-generaal van de artillerie. Zijn broer Frans I van Oostenrijk betrok hem veelvuldig in de regeringszaken en benoemde hem bij testament tot hoofd van de Geheime Staatsconferentie die de regering moest waarnemen namens zijn zwakke opvolger Ferdinand I. In deze functie oefende hij van 1836 tot 1848 een grote politieke invloed uit. Hij steunde als fervent aanhanger van het absolutisme de politiek van Klemens von Metternich. Gehaat door het volk verloor hij in de Maartrevolutie van 1848 zijn macht. Hij trok zich daarna terug uit de openbaarheid.
Aartshertog Frans Karel · Franz Anton von Kolowrat-Liebsteinsky · Aartshertog Lodewijk · Klemens von Metternich